# Eustrotia melorista
Eustrotia melorista är en fjärilsart som beskrevs av Dyar 1912. Eustrotia melorista ingår i släktet Eustrotia och familjen nattflyn. Inga underarter finns listade i Catalogue of Life.